# Notafilija
Notafilija podrazumjeva skupljanje papirnog novca. Riječ je nastala 1969. godine od grčkih riječi nota (novčanica) i philios (voljeti). Notafilijom se može baviti iz hobija, ali i iz financijske koristi, jer vrijednost novca vremenom raste, pa ulaganje u kolekciju novčanica može kasnije višestruko vratiti uloženo.
Kolekcionari papirnog novca mogu sami odabrati što će skupljati. Skupljati se mogu npr. novčanice određene kakvoće, novčanice iz samo jedne zemlje, jednog kontinenta, istog naziva valute, iz određenog vremenskog razdoblja (npr. II. svjetskog rata). Kolekcionari se također mogu orijentirati na skupljanje novčanica s različitim motivima kao što su: flora, fauna,  svjetski vođe i slično. Bavljenjem notafilijom može se steći znanje o drugim kulturama, naučiti zemljopis, jezici, povijest, matematika, pa čak i biologija.
Notafilija se od numizmatike počela odvajati sedamdesetih godina 20. stoljeća. Osoba koja je najviše pridonijela polju notafilije je Albert Pick koji je izradio neke od prvih kataloga novčanica i objasnio svrhu notafilije. Zahvaljujući tim katalozima sada je moguće identificirati većinu novčanica jer svaka ima svoj kataloški broj. Tako, naprimjer, novčanica 200 HRK iz 1993. ima oznaku Croatia P-33.
Pored samog kataloškog broja vrijednost novčanice mjeri se prema njenoj očuvanosti. Albert Pick je očuvanost podijelio u šest stupnjeva:
| Kratica na engleskom. | Značenje na engleskom. | Postotak očuvanosti | Opis                                                                            |
| UNC                   | Uncirculated           | 100%                | Vrhunska kvaliteta, novčanica koja je perfektno očuvana i nije bila u optjecaju |
| XF                    | Extremely fine         | 90%                 | Novčanica s neznatnim oštećenjem, npr. presavijena na sredini                   |
| VF                    | Very Fine              | 75%                 | Vidljivi tragovi korištenja novčanice, nekoliko puta presavijana                |
| F                     | Fine                   | 55%                 | Dosta korištena novčanica, papir izgubio finoću                                 |
| VG                    | Very good              | 45%                 | Nedostaju krajevi novčanice, oštećena na nekoliko mjesta                        |
| G                     | Good                   | 30%                 | Nedostaju dijelovi novčanice                                                    |

## Vanjske poveznice
- Hrvatska narodna banka  Arhivirana inačica izvorne stranice od 28. rujna 2007. (Wayback Machine)
- Stranica Rona Wisea - novčanice iz cijelog svijeta